# Ictalurus lupus
Ictalurus lupus es una especie de peces de la familia Ictaluridae en el orden de los Siluriformes.

## Morfología
• Los machos pueden llegar alcanzar los 48 cm de longitud total.

## Distribución geográfica
Se encuentra en los Estados Unidos (Nuevo México y Texas) y noreste de México.